# سوسو بيكورارو
سوسو راكيل بيكورارو (بالإسبانية: Susú Pecoraro)‏ المعروفة في الوسط الفني باسم سوسو بيكورارو (4 ديسمبر 1952) هي ممثلة تلفزيون وسينما أرجنتينية.

## حياتها

مشهد لسوسو بيكورارو خلال فيلم الصفقة سنة 1983.

ولدت سوسو بيكورارو ببوينس آيرس بالأرجنتين في 1952. سجلت في معهد الفنون الدرامية سنة 1970 وتخرجت منه بعد 5 سنوات في 1975. بدأت في مسرح الأرجنتين في 1976، في دور في مسرحية أنا، أرجنتيني (بالإسبانية: Yo, Argentino)‏، وفي التلفزيون في سيتكوم أخي خافيير (بالإسبانية: Mi hermano Javier)‏ سنة 1977، وفي نفس السنة، شاركت مسلسل فنزويلي المنقول عن رواية مرتفعات ويذرنغ لإيميلي برونتي، وفي 1978، بدأت في السينما في فيلم بعيدا جدا ومنذ فترة (بالإسبانية: Allá lejos y hace tiempo)‏.
في 1982، شاركت في مسلسل ليست زوجة أحد (بالإسبانية: Señora de nadie)‏، وفي 1984، كان أول دور بطولة لها في الدراما التاريخية كاميلا (بالإسبانية: Camila)‏ من إخراج ماريا لويسا بيمبيرغ، نسبة إلى كاميلا أوغورمان، جعلها تفوز بجائزة كارلوفي فاري ومهرجان هافانا للفيلم كأفضل ممثلة.
أكملت بيكورارو عملها في المسرح، وفي 1992 رجعت إلى السينما بفيلم أين أنت حبي، لا يمكنني العثور عليك (بالإسبانية: ¿Dónde estás amor de mi vida que no te puedo encontrar?)‏.
آخر أعمالها كان المسلسل الوطن الكلاسيكي (بالإسبانية: Clásico nacional)‏ سنة 2017، فيما سبقه مسلسل اللبوة (بالإسبانية: :La Leona)‏ سنة 2016، ومسلسل مصانع  (بالإسبانية: Fábricas)‏ سنة 2015، وقبله جيران في الحرب (بالإسبانية: Los vecinos en guerra)‏ في 2014.

## مقتطفات من أعمالها

### الأفلام
- 2011: الحقائق الحقيقية (Verdades verdaderas)
- 2009: الملعون (Los condenados)
- 2006: وجه الجبن (Cara de queso)

### المسلسلات
- 2017: الوطن الكلاسيكي (Clásico nacional)
- 2016: اللبؤة (La Leona)
- 2015: المصانع (Fábricas)
- 2014: الاحتفال (La celebración)

## جوائزها
- جائزة مارتن فيرو 2007
- جائزة مجموعة كلارين الإعلامية 2007
- جائزة مسار الشرف 2007
- جائزة مهرجان تانديل 2005
- جائزة مهرجان السينما الإسبانية في فرنسا 2005
- جائزة كلارين بتصويت الجمهور 2004
- جائزة كندور الأنديز الفضية 2004
- جائزة مهرجان السينما اللاتينية الحديثة 2004
- جائزة كونيكس 1991
- جائزة برينساريو 1984 – 1985
- جائزة مهرجان كارلوفي فاري في تشيكوسلوفاكيا 1984
- جائزة مرجان هافانا 1984
- جائزة بياريتز للجمهور 1984
- جائزة فينادو تيورتو 1983
- فازت بجائزة مهرجان هافارد للفيلم عن فئة أفضل ممثلة سنة 1984 مناصفة مع تجاينا زوريا